# 岡見義男
岡見 義男（おかみよしお、1888年(明治21年) - 1963年(昭和38年)）は、日本の造園家。園芸家。ラン栽培家、花卉装飾家。フラワーデザイナー。宮内省の宮廷造園や花卉装飾で活躍。この他恵泉女学園にて後進育成にもまい進する。東京生まれ。
園芸文化協会評議員、日本蘭協会顧問、全日本蘭協会顧問、浜松蘭友会顧問などを歴任。ラン栽培界に多大な功績をのこす。

## 経歴
1907年（明治40年）芝の旧制正則尋常中学校（現・正則高等学校）を卒業するが、病を患う。その後、宮内省内匠寮に入省し、新宿御苑に配属。
これは病気静養の後について、医師の勧めにより園芸を志したからで、当時上級の園芸学校がなく、やむを得ず新宿御苑を管理運営する宮内省に奉職したもの。
1910年（明治43年）、宮内省より英国へ園芸事業調査研究のため出張を命ぜられ、一年間の見学と実地研究を行う。
1912年（明治45年）再度渡英し王立キューガーデンに研究生として入学。
1913年（大正2年）帰国。再び新宿御苑に奉職、ラン栽培と宮中の花卉装飾を担当。
1946年（昭和21年）、宮内省を退官し、恵泉女学園の創始者である河井道に乞われて、恵泉女学園農芸専門学校に入り、園芸科の教授を勤める。
なお恵泉女学園は、設立から「聖書・国際・園芸」という三つの教育の柱を据え、このためその後設立された短大、大学でも学問専門領域が異なろうとも全学生に「園芸」を必修とした。
1963年（昭和38年）病気のため退職、同年11月逝去。
セロジネの品種改良貢献により、氏を偲んで、セロジネ-シンジュクNo.7は「メモリアオカミ」という名称がつけられている。

## 著書
- ラン ― 種類と培養	誠文堂新光社, 1964
- 蘭科植物の栽培	誠文堂, 1934年